# Władysław Bahrynowski
Władysław Bahrynowski – polski lekarz, botanik, hodowca roślin, filareta.
Studiował nauki lekarskie na Cesarskim Uniwersytecie Wileńskim i w Akademii Medyczno-Chirurgicznej w Wilnie. Po skończeniu studiów w roku 1839 pełnił wojskową służbę lekarską na Kaukazie. W roku 1840 został kierownikiem Wojskowego Ogrodu Botanicznego w Suchumi w Gruzji, w którym wprowadził do uprawy ponad 30 gatunków roślin. Ogród ten rozwinął się z czasem w dużą placówkę naukowo-badawczą i dziś jest Ogrodem Botanicznym Akademii Nauk.